# کلاه‌خود یارم
کلاه خود یارم حدوداً متعلق به قرن دهم میلادی [عصر وایکینگ‌ها] است که در شهر یارم واقع در شهرستان ریدینگ شمالی یورک‌شر کشور انگلستان یافت شده‌است. این اولین کلاه خود نسبتاً کامل انگلیسی-اسکاندیناوی است که در بریتانیا یافت شده و دومین کلاه خود نسبتاً کامل و سالم متعلق به وایکینگ‌ها است که در شمال غربی اروپا کشف شده‌است.
این کلاه خود در دهه ۱۹۵۰ توسط کارگرانی که در حال حفر لوله‌های فاضلاب در چاپل یارد واقع در شهر یارم در نزدیکی رودخانه تیز (Tees) بودند، کشف شد. تحقیقاتی که توسط کریس کیپل از دانشگاه دورام انجام شد و در سال ۲۰۲۰ منتشر شد، نشان داد که قدمت این کلاه خود به قرن دهم میلادی می‌رسد.
این کلاه خود به امانت از شورای شهر یارم در موزه پارک پرستون در استاکتون-آن-تیز به نمایش گذاشته شده‌است.
این کلاه آهنی از نوارها و صفحاتی ساخته شده‌است که به وسیله یک زائدهٔ فلزی که در بالای آن قرار دارد به یکدیگر متصل شده‌اند. در زیر نوار ابرو، یک جفت محافظ (چشم) در اطراف چشم و بینی وجود دارد که نوعی نقاب را تشکیل داده‌است، که نشان‌دهنده شباهت این کلاه خود با کلاه خودهای دوره وندل (دوره تاریخی پیش از عصر وایکینگ‌ها) است. در لبه پایینی نوار ابرو سوراخ‌های دایره ای شکل وجود دارد که احتمالاً از آن برای نصب زره زنجیری (برای محافظت از سر و گردن) استفاده می‌شده‌است.
تنها کلاه خود تقریباً سالم متعلق به وایکینگ‌ها کلاه خود گی‌یر موندبو(Gjermundbu) نام دارد که در نروژ کشف شده‌است. چندین تکه از کلاه خودهای متعلق به وایکینگ‌ها در سایر نقاط اروپا کشف شده از جمله آنها می‌توان به کلاه خود چیل (Tjele) اشاره نمود. همچنین دو تکه کلاه خود متعلق به وایکینگ‌ها در گوتلاند و یک تکه در کی‌یف نیز یافت شده‌است.